# Emil Theodor Kocher
Emil Theodor Kocher (Bern, 25. kolovoza 1841. – Bern, 27. srpnja 1917.), švicarski liječnik.
Dobitnik je Nobelove nagrade za fiziologiju ili medicinu 1909. godine za "svoj rad u fiziologiji, patologiji i kirurgiji štitne žlijezde".
Studirao je u Zurichu, Berlinu, London i Beču, a doktorirao je u Bernu 1865. godine. Od 1872. godine naslijedio je Georg Albert Luckea kao redovni profesor kirurgije i ravnatelj Svečulišne kirurške klinike u Bernu. Objavio je niz radova o brojnim temama kao što su homeostaza, antisepsa, kirurške infekcije, strijelne rane, akutni osteomijelitis, teorija uklještene kile i abdominalna kirurgija. 
Njegova nova ideja o štitnjači u početku je bila kontraverzna, ali mu je uspješno liječenje guše sa stalnim smanjenjem smrtnosti ubrzo donijelo priznanje. Novac od Nobelove nagrade pomogao mu je u osnivanju Kocher Instituta u Bernu.  
Razni instrumenti i kirurške tehnike dobile su naziv prema njemu kao Kocher-Debre-Semelaigne sindrom.

## Vanjske poveznice
- (engl.)https://web.archive.org/web/20070928040314/http://crishunt.8bit.co.uk/kocher_theodor.html
- (engl.)https://web.archive.org/web/20070312220827/http://www.tki.unibe.ch/theodor.htm
- (engl.)http://www.tki.unibe.ch/